# 40 Dywizjon Rakietowy Obrony Powietrznej
40 dywizjon rakietowy Obrony Powietrznej (40 dr OP) – samodzielny pododdział Wojska Polskiego.
Dywizjon  sformowany został w 1969 w Dobrej, podlegał dowódcy 26 Brygady Rakietowej Obrony Powietrznej. Jednostka rozformowana została w roku 2000.

## Historia
Proces formowania dywizjonu rozpoczyna się 18 marca 1969 w 36. dr OP. 16 sierpnia 1969 dywizjon opuszcza Dobrą Szczecińską i przemieszcza się do swojego docelowego miejsca służby w  Kołczewie.
Dywizjon wyposażono w nowoczesny wówczas zestaw rakiet przeciwlotniczych typu S–75M Wołchow i przeznaczono do zwalczania środków napadu powietrznego przeciwnika na małych i średnich wysokościach, niezależnie od warunków atmosferycznych i pory doby.
W lipcu 1970 na poligonie w Aszułuku, w ZSRR odbywa się pierwsze strzelanie bojowe, a kolejne w latach 1974, 1979 i 1986.
Dywizjon brał udział m.in. w ćwiczeniach pk. GRANIT-80, OCELOT-82, OCELOT-91 oraz w dniach 04–29 maja 1999 razem z pozostałymi dywizjonami 26 BR OP w pierwszym międzynarodowym ćwiczeniu pod kryptonimem OCELOT–99. W ćwiczeniu brali też udział żołnierze armii czeskiej i niemieckiej.
W 2000 roku dywizjon został rozformowany.

## Dowódcy dywizjonu
- 1969-1970 – mjr Jan Wiatrowski
- 1970 – mjr Józef Krzesak
- 1970-1972 – kpt. Henryk Kaźmierowski
- 1972-1975 – kpt. Franciszek Żygis
- 1975-1977 – kpt. Marian Żurek
- 1977-1983 – kpt. Wojciech Kołodziej
- 1983-1988 – ppłk Kazimierz Korbik
- 1988-1989 – kpt. Stanisław Lewoniewski
- 1989-1990 – kpt. Marian Wiese
- 1990-1991 – kpt. Zbigniew Kowalczuk
- 1991-1998 – ppłk Andrzej Pasternak
- 1998-2000 – mjr Stefan Dymański